# Asteranthe lutea
Asteranthe lutea là loài thực vật có hoa thuộc họ Na. Loài này được Vollesen mô tả khoa học đầu tiên năm 1980.